# 徐鉦順
徐鉦順（1997年2月25日—）為臺灣男子籃球運動員，場上位置為前鋒。

## 生平
徐鉦順是高雄人，國小時是拔河校隊成員，國中時進入籃球校隊，從三民家商畢業後進入義守大學，2018年7月在升上大四之際於超級籃球聯賽新人選秀會第二輪獲得金門酒廠青睞，2018年9月底金門酒廠表示徐鉦順重返義守大學，離開大專籃球聯賽舞臺後進入台塑企業工作。

## 外部連結
- 徐鉦順在fiba.basketball（英语）
- 徐鉦順在archive.fiba.com（archived）（英语）
- 徐鉦順在Eurobasket.com（球員）（英语）
- 徐鉦順在RealGM（英语）